# Route du Soleil
Route du Soleil was een radioprogramma van de KRO dat van 1998 tot en met 2012 in de maanden juli en augustus (zolang de rozen bloeien) werd uitgezonden op Radio 2. Het programma werd gepresenteerd door Peter van Bruggen, die met een (fictieve) touringcar door Europa reed en af en toe werd geholpen door de buschauffeur Jan de Boer (gespeeld door Hans van Rijs) of de hostess Platina Solana (gespeeld door Astrid de Jong).
Onderweg vertelde Van Bruggen de passagiers en de luisteraars een keur aan wetenswaardigheden over de plekjes langs de route. In de 15 jaar van het bestaan van het programma heeft het ieder jaar een thema gehad: in 2007 was dat de klassieke reis langs de 'echte' Route du Soleil (de Route National, dus niet de péage); in 2006 werd er een tijdreis door Europa gemaakt; in 2005 was geloof en bijgeloof het thema en speelde de roman "De Da Vinci Code" van Dan Brown een belangrijke rol; in 2004 werden de nieuwe landen van de Europese Unie, de nieuwe Oostgrens, bezocht.
Presentator Peter van Bruggen is een bevlogen radiomaker die de luisteraar door zijn manier van presenteren uitnodigt om zelf beelden te maken bij de verhalen die hij vertelt. Op zondag 2 september 2012 was de laatste aflevering. In het laatste uur werd een droogboeket gemaakt: een terugblik op 15 jaar Route du Soleil. 